# Cassyma quadrinata
Cassyma quadrinata är en fjärilsart som beskrevs av Achille Guenée 1857. Cassyma quadrinata ingår i släktet Cassyma och familjen mätare. Inga underarter finns listade i Catalogue of Life.